# 韦尔涅枫丹
韦尔涅枫丹（法語：Vernierfontaine）是法国杜省的一个市镇，位于该省中南部，属于蓬塔列区。该市镇总面积13.28平方公里，2009年时的人口为414人。

## 人口
韦尔涅枫丹人口变化图示